# Stazione di Palautordera
La stazione di Palautordera è una stazione ferroviaria del paese di Santa Maria de Palautordera, della provincia di Barcellona in Catalogna. Fa parte della Linea R2 della Cercanías di Barcellona.
La stazione fu inaugurata il 27 agosto 1860 con il lancio del tratto Granollers - Empalme (a Massanet).